# Большая рыба (Белфаст)
Большая рыба (англ. The Big Fish) — одна из самых известных достопримечательностей Белфаста, Северная Ирландия. Сооружена в 1999 году. Длина скульптуры — около 10 м.
Представляет собой произведение популярного современного художника Джона Кайнднесса (John Kindness) в рамках проекта «Лагансайд». Установлена в честь того, что по легенде именно здесь был выловлен лосось, который никогда не обитал в реке Лаган.
Рыба покрыта керамическими изразцами с образами, посвященными истории Белфаста. Скульптура содержит капсулу времени с информацией о городе.